# Tesla 200
Tesla 200 byl československý počítač vyráběný od roku 1969 na základě francouzského počítače Bull Gamma 140 společnosti Bull-Ge. Svým vzhledem a vlastnostmi byl podobný počítači IBM 360. Používal se především ve výpočetních střediscích a vysokých školách, a to až do konce osmdesátých let dvacátého století. Pro počítač existovaly překladače jazyků APS, TESLA FORTRAN, TESLA ALGOL, TESLA COBOL. 